# Chłoporobotnicy
Chłoporobotnicy (również chłopi-robotnicy) – kategoria społeczno-zawodowa, mająca znamiona warstwy społecznej oznaczająca rolników łączących pracę we własnym gospodarstwie rolnym, zazwyczaj niewielkim z pracą w zawodach pozarolniczych, głównie związanych z przemysłem.
Kategoria ta występowała głównie w Polsce Ludowej w okresie intensywnej industrializacji, i stanowiła przez dłuższy okres prawie 1/3 część społeczności wiejskiej. Według danych zawartych w Spisie Powszechnym z 6 grudnia 1960 r. osób będących głowami lub członkami rodzin, prowadzących indywidualne gospodarstwa rolne o obszarze 0,1 i więcej ha, a jednocześnie zatrudnionych poza tym gospodarstwem było 823 680, a zatrudnionych wyłącznie poza nim 1 058 260.
Liczbę chłoporobotników w 1970 r. szacowano na 1 200 000 osób. Według władzy ludowej chłoporobotnicy mieli stać się wiodąca warstwą narodu. Po 1989 wiele osób z tej warstwy stawało się bezrobotnymi.